# Ischyrophaga ischyri
Ischyrophaga ischyri är en tvåvingeart som först beskrevs av Daniel William Coquillett 1905.  Ischyrophaga ischyri ingår i släktet Ischyrophaga och familjen parasitflugor.
Artens utbredningsområde är Kuba. Inga underarter finns listade i Catalogue of Life.